# Триверий
Триверий (лат. Triverius; ум. 550) — отшельник, святой Католической церкви, день памяти — 16 января.
Святой Триверий родился в Нейстрии, Галлия. Он с ранних лет стал отшельником, проведя свою жизнь неподалёку от монастырей Теруанн, покуда не отправился в Домб (Dombes). Святой Триверий почитаем в Лионе и в районе Белле. Село во Франции Сен-Тривье (Saint Trivier) названо в его честь.